# Kjell Laugerud
Kjell Eugenio Laugerud García, född 24 januari 1930 i Guatemala City, död 9 december 2009, var en guatemalansk officer och politiker. Han var Guatemalas president från 1 juli 1974 till 1 juli 1978. Han hade en norsk far från Hokksund och en guatemalansk mor.